# Hemibystra variegaticeps
Hemibystra variegaticeps är en stekelart som beskrevs av Heinrich 1968. Hemibystra variegaticeps ingår i släktet Hemibystra och familjen brokparasitsteklar. Inga underarter finns listade i Catalogue of Life.